# Coenostolopsis apicalis
Coenostolopsis apicalis là một loài bướm đêm trong họ Crambidae.